# Elia Cmiral
Elia Cmiral, ursprungligen Ilja Cmíral, född 1 oktober 1950 i Tjeckoslovakien, är en svensk-amerikansk kompositör och musiker. 

## Filmmusik
- 2011 – Atlas Shrugged: Part I
- 2005 – The Reading Room
- 2005 – The Cutter
- 2005 – The Mechanik
- 2005 – Iowa
- 2004 – Species III
- 2004 – Resident Evil: Apocalypse
- 2003 – Wrong Turn
- 2000 – Battlefield Earth
- 1999 – Stigmata
- 1998 – Ronin
- 1995 – Memento
- 1994 – Svinaherden
- 1993 – Sökarna
- 1993 – Macklean (TV-serie)
- 1991 – Kopplingen (TV-serie)
- 1991 – Rosenholm
- 1990 – Välkommen till Sverige
- 1988 – Alfred Jarry – superfreak
- 1986 – På liv och död
- 1986 – Kreativ kemi